# کرگور زیرک
کرگور زیرک (استونیایی: Kregor Zirk؛ زادهٔ ۳ ژوئیهٔ ۱۹۹۹) شناگر اهل استونی است.